# 비튼 커피
비튼 커피는 주로 인스턴트 커피와 설탕으로 만든 인도의 가정식 커피 음료이다. 이 과정은 커피와 설탕을 수저로 쳐서 연한 갈색의 푹신한 반죽 같은 상태로 만드는 과정에 공기가 들어가기 때문에 '비튼'으로 알려져 있다. 일반적으로 따뜻한 우유와 함께 제공되며 상단에 두꺼운 거품이 생긴다. 주로 만들때는 따뜻한 우유나 차가운 우유 위에 커피를 붓는다.

## 같이 보기
- 달고나 커피
- 쿠바 에스프레소
- 프라페
- 커피 우유